# De Wiers
De Wiers is een wijk in de plaats Nieuwegein (in de Nederlandse provincie Utrecht) die ten zuiden ligt van de wijk Plettenburg. De Schalkwijkse Wetering vormt de grens tussen deze twee bedrijventerreinen. Verder grenst het, met de klok mee aan het Lekkanaal, met aan de overkant Het Klooster, de wijk Vreeswijk en het Merwedekanaal, met aan de overkant de wijk Fokkesteeg.
De belangrijkste plaatselijke voorziening in De Wiers is de Nieuwegeinse gemeentewerf. 
Een polder in de gemeente Nieuwegein draagt of droeg ook de naam de Wiers. Daarnaast was er huis De Wiers, een riant onderkomen dat in 1947 is afgebroken.
Woonwijken: Batau-Noord · Batau-Zuid · Blokhoeve · Doorslag · Fokkesteeg · Galecop · Hoog-Zandveld · Huis de Geer · Jutphaas-Wijkersloot · Lekboulevard · Merwestein · Stadscentrum · Vreeswijk · Zandveld · Zuilenstein

Overige wijken: Het Klooster · Hoge Landen · Laagraven-Liesbosch · Oudegein · Plettenburg · De Wiers

Voormalige gemeenten: Jutphaas · Vreeswijk

Utrecht · Plaatsen in de provincie      Nederland · Provincies · Gemeenten